# 시각 오염
시각 오염(visual pollution) 또는 시각적 오염은 사람들 주변의 자연 및 인간이 만든 경관의 가시적인 악화 및 부정적인 미적 품질을 말하며, 인간이 만든 개입의 2차 영향에 대한 연구를 의미한다. 이는 또한 오염이 경관의 질을 손상시키는 데 미치는 영향을 의미하며, 오염원을 복합적으로 만들어 손상을 초래함으로써 형성된다. 시각 오염은 특정 지역의 기능과 즐거움을 방해하여 자연 및 인간이 만든 서식지에 대한 파괴로 인해 인간에서 동물에 이르기까지 더 넓은 생태계가 그 안에서 번영하고 번성할 수 있는 능력을 제한한다. 시각 오염은 자연적 요인(예: 산불)으로 인해 발생할 수도 있지만, 가장 큰 원인은 인간이 원인이다.
이처럼 시각공해는 1차 오염원이 아니라 오염원이 교차하는 2차 증상으로 간주된다. 이차적 성격과 주관적인 측면으로 인해 때때로 측정하고 참여하기가 어렵다(예: 정책 입안자를 위한 정량적 수치 내에서). 그러나 오염이라는 단어의 역사와 시간에 따른 오염의 영향은 모든 형태의 오염이 세 가지 주요 특성, 즉 상황적, 주관적, 복합적 특성으로 분류되고 연구될 수 있다는 사실을 보여준다. 측정을 위한 프레임워크가 확립되었으며 여기에는 여론 조사 및 조사, 시각적 비교, 공간적 측정, 민족지학적 작업이 포함된다.
시각 오염은 개인에게 영향을 미치는 미시적 사례부터 사회 전체에 영향을 미치는 거시적 문제에 이르기까지 분석 수준 전반에 걸쳐 나타날 수 있다. 시각 오염의 사례는 나무에 걸린 비닐봉지, 대조되는 색상과 내용을 가진 광고의 형태를 취할 수 있으며, 이로 인해 풍경 내에서 인위적인 시각적 정보가 과포화되어 과밀화, 머리 위 전력선 또는 혼잡 등 지역 사회 전반에 영향을 미칠 수 있다. 열악한 도시 계획과 불규칙한 건축 환경은 자연 공간과 대조되어 소외된 풍경을 만든다. 파키스탄을 사례 연구로 사용하여 모든 시각 오염 개체에 대한 자세한 분석이 2022년에 발표되었다.
시각 오염의 영향은 산만함, 눈의 피로, 의견 다양성 감소, 정체성 상실 등의 주요 증상을 나타낸다. 또한 생물학적 스트레스 반응을 증가시키고 균형을 손상시키는 것으로 나타났다. 이는 2차 오염원으로서 빛 공해나 소음 공해와 같은 1차 오염원의 영향과 복합적으로 작용하여 다층적인 공중 보건 문제와 위기를 초래할 수 있다.

## 같이 보기
- 광공해
- 소음 공해